# Aeroportul Harrisburg
Aeroportul Harrisburg (IATA: MDT, ICAO: KMDT, FAA LID: MDT) este un aeroport din Pennsylvania, Statele Unite ale Americii ce deservește zona Harrisburg. Aeroportul a fost tranzitat în 2019 de 1.492.738 de pasageri. A fost deschis în 1918 și numit după zona deservită.
Situat la o altitudine de 94 m, aeroportul dispune de 1 pistă.

## Infrastructură

### Piste
Aeroportul dispune de o singură pistă. Pista 13/31 are suprafața de asfalt și dimensiunile 10.001 picioare × 200 picioare. 